# Corona imperiale di Russia

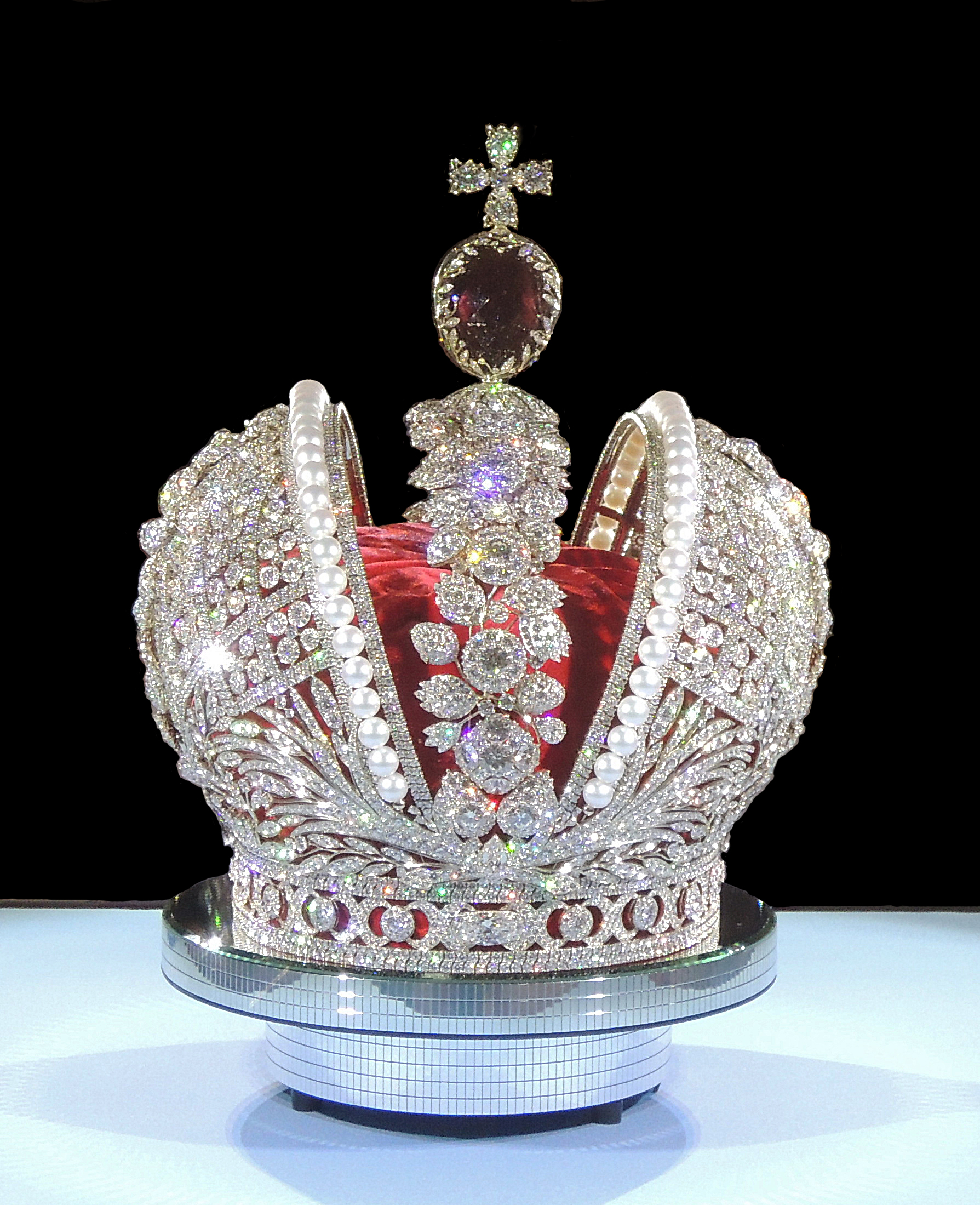
Replica della corona imperiale di Russia realizzata da Diamonds Smolensk nel 2012.

La corona imperiale di Russia, detta anche grande corona imperiale, è la corona che fu utilizzata dagli imperatori di Russia fino all'abolizione della monarchia nel 1917. Venne utilizzata per la prima volta in occasione dell'incoronazione di Caterina II nel 1762; l'ultimo utilizzo fu quello del 1896 per Nicola II. Attualmente è in mostra presso il fondo dei diamanti dell'Armeria del Cremlino di Mosca.

## Storia
Nel 1613, quando venne incoronato Michele di Russia, il primo zar della dinastia Romanov, gli emblemi della regalità russa includevano una croce pettorale, una catena d'oro, una barma (un'ampia collana cerimoniale), la corona di Monomaco, lo scettro ed il globo. Nel corso dei secoli numerosi zar ed imperatori modificarono le proprie corone, modellandole per la maggior parte nello stile della corona di Monomaco, ma queste erano utilizzate unicamente a fine personali e non per le incoronazioni.

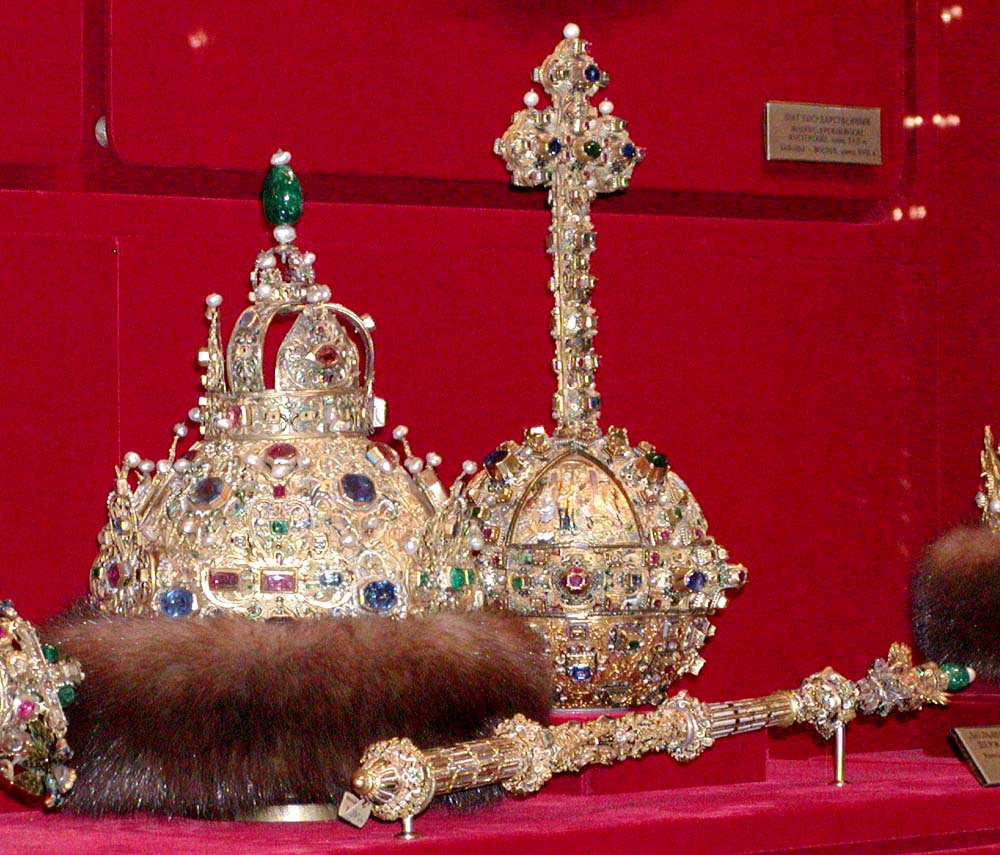
Regalie usate dagli zar e dai gran principi di Moscovia fino al 1721

Nel 1719 lo zar Pietro I il Grande fondò la prima versione di quello che attualmente è conosciuto come Fondo Statale dei Diamanti della Federazione Russa. Pietro aveva in precedenza visitato altre nazioni europee e introdusse di conseguenza numerose innovazioni in Russia, una delle quali fu la creazione di un fondo permanente (in russo фонд?) per ospitare una collezione di gioielli appartenente non alla famiglia Romanov, ma allo Stato russo. Pietro assegnò tutti i simboli regali a questo fondo e dichiarò che tali proprietà statali non dovessero venire violate, alterate, vendute o alienate; impose inoltre che qualunque altro imperatore e imperatrice che gli fossero succeduti avrebbe dovuto incrementare il patrimonio di un certo numero di pezzi preziosi acquistati durante il loro regno, per la permanente gloria dell'Impero russo.
Da questa collezione si ricavò un nuovo insieme di insegne reali, tra le quali anche la grande corona imperiale, per rimpiazzare la corona di Monomaco e altri copricapi usati dai primi zar russi e gran principi di Moscovia, a simboleggiare l'adozione del nuovo titolo di imperatore (1721).

## Manifattura

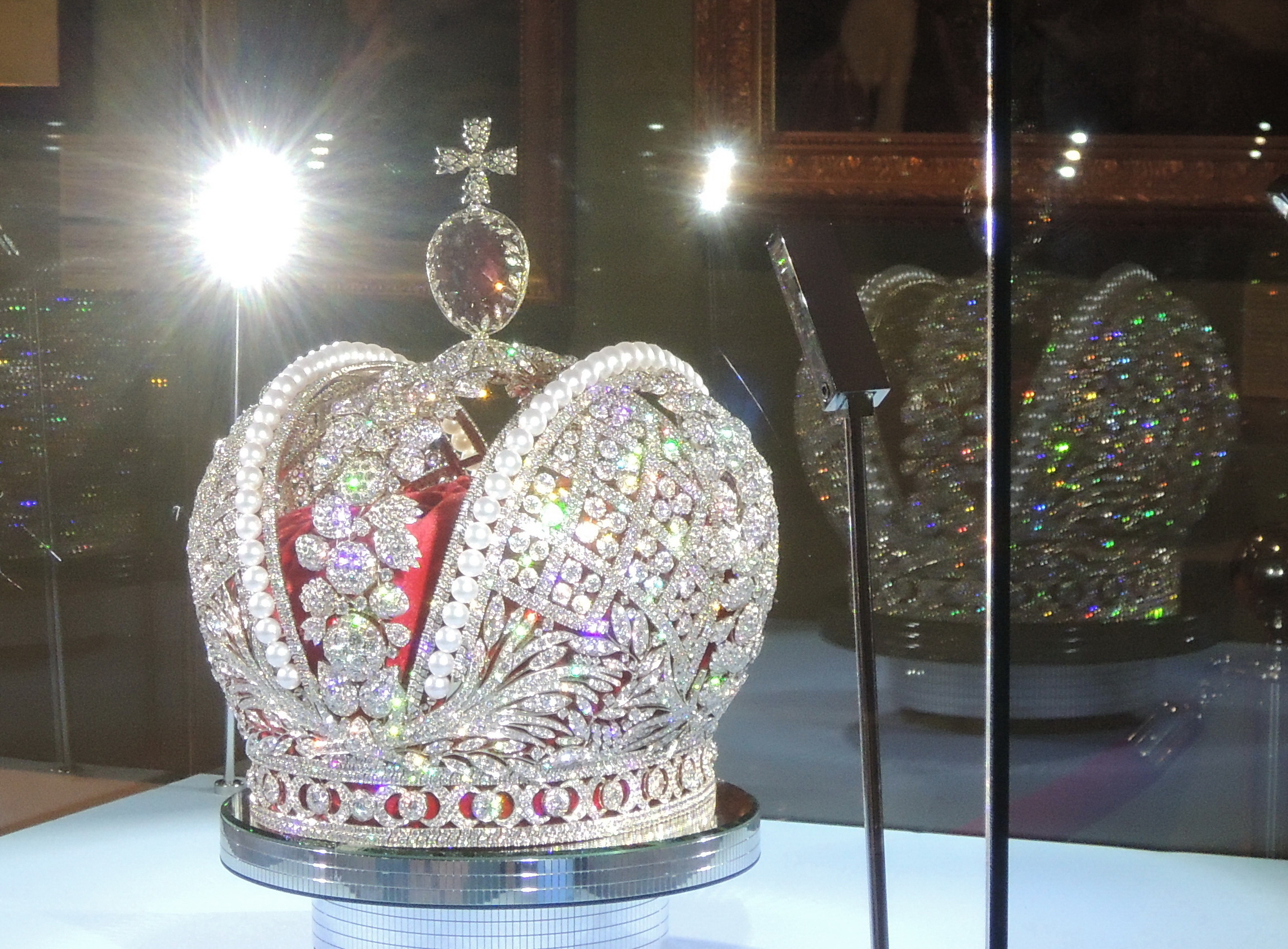
Visuale laterale della copia della corona imperiale

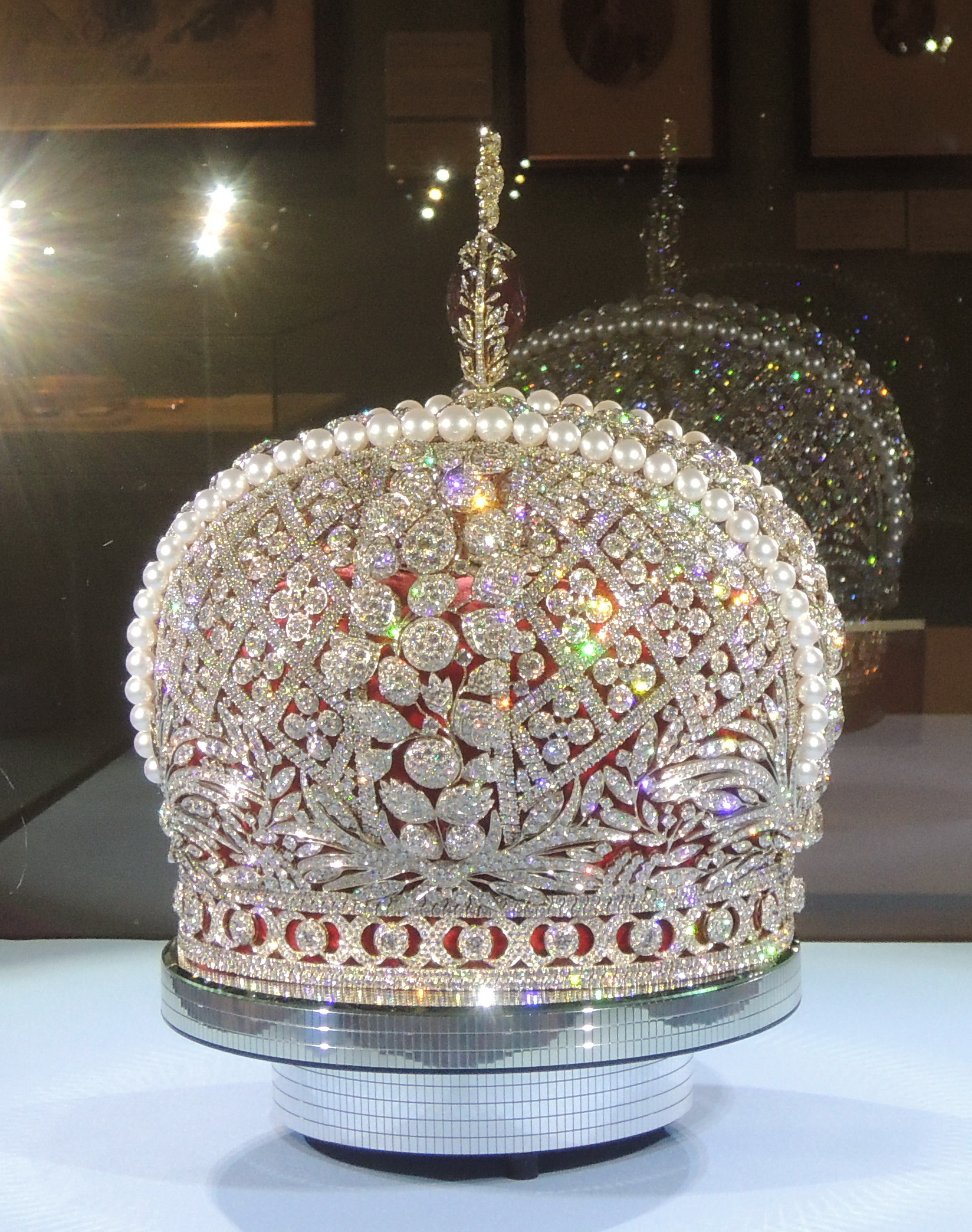

Il gioielliere di corte Ekart e Jeremia Pauzie crearono la corona imperiale di Russia per l'incoronazione di Caterina la Grande nel 1762. La corona è adornata con 4 936 diamanti disposti in splendidi disegni sull'intera superficie del copricapo; per impreziosire i bordi della "mitria" sono state utilizzate numerose perle bianche pregiate di grandi dimensioni. La corona è inoltre completata da una delle sette gemme storiche della Collezione Russa di Diamanti: un enorme e prezioso spinello rosso, dal peso di 398,72 carati (79,744 grammi), che venne portato in Russia da Nicolae Milescu, l'inviato russo in Cina dal 1675 al 1678. Si ritiene che esso sia il secondo spinello al mondo per grandezza.
Adottando formalmente il titolo occidentale di imperatore per i sovrani di Russia, Pietro Grande adottò contemporaneamente anche i simboli imperiali occidentali, tra cui la forma della corona privata (Hauskrone; l'unico esempio ancora visibile è la corona imperiale d'Austria di Rodolfo II) utilizzata dai sacri romani imperatori, caratterizzata da un cerchio di otto gigli che circonda una mitria con un alto arco che parte dal giglio frontale a quello posteriore. In Austria si potevano già trovare alcune rappresentazioni barocche di questo tipo di corona sul capo di statue di santi con le due metà della mitria trasformate in due semisfere, proprio come nel caso della corona imperiale di Russia. La vedova di Pietro I, nonché suo successore, Caterina I, fu la prima governante russa ad indossare questo tipo di copricapo.
Nella grande corona imperiale, costruita per Caterina II, queste due semisfere erano state realizzate con una tecnica ad intreccio ed i bordi erano ornati da grandi perle. Pauzie dimostrò il suo genio creativo rimpiazzando gli otto gigli con quattro paia di rami di palme intrecciati; l'arco superiore, che partiva dalla coppia di rami di palma anteriore a quello posteriore, venne modellato nella forma di foglie di quercia e ghiande, il tutto realizzato con piccoli brillanti circondanti alcuni grandi diamanti di varie forme e colori. Le due semisfere sono divise a metà da una fascia, decorata anch'essa con foglie di quercia e ghiande, che sale dai rami di palma laterali fino alla file di perle sul bordo superiore. Al centro e sulla cuspide dell'arco centrale è presente un diamante a rosetta con dodici petali dal quale sorge lo spinello rosso; a sua volta questa pietra è sormontata da una croce di cinque diamanti, rappresentanti la fede cristiana del sovrano, il potere divino della monarchia e la supremazia dell'ordine divino sul potere terreno. Fatta eccezione per le due file di perle, l'intera superficie della corona è coperta da 4 936 diamanti cosicché essa risulta piuttosto pesante, all'incirca 5 libbre (2,26 kilogrammi) contro le 2 (circa 9 ettogrammi) della corona di Monomaco. Benché non venisse completata per l'incoronazione di Caterina, essa venne poi usata per ogni successiva cerimonia fino a quella di Nicola II nel 1896; venne indossata per l'ultima volta nel 1906 all'apertura della Duma.
Era stata inoltre costruita una corona imperiale minore, molto simile in stile e lavorazione alla grande corona imperiale, solo più piccola e interamente montata in diamanti, e realizzata per l'incoronazione della zarina Maria Feodorovna (nata Sofia Dorotea di Württemberg), consorte di Paolo I. Una copia identica venne eseguita per l'imperatrice vedova Maria Feodorovna (nata Dagmar di Danimarca), la quale la indossò quando venne incoronato il figlio, Nicola II.
Nel 1900 il laboratorio di Peter Carl Fabergé di San Pietroburgo costruì una replica in miniatura delle insegne imperiali (la grande corona imperiale, la corona imperiale minore, lo scettro ed il globo) in argento, oro, diamanti, zaffiri e rubini, il tutto su un piedistallo in marmo. Il capolavoro è attualmente esposto nella collezione del Museo dell'Ermitage.

## Incoronazioni

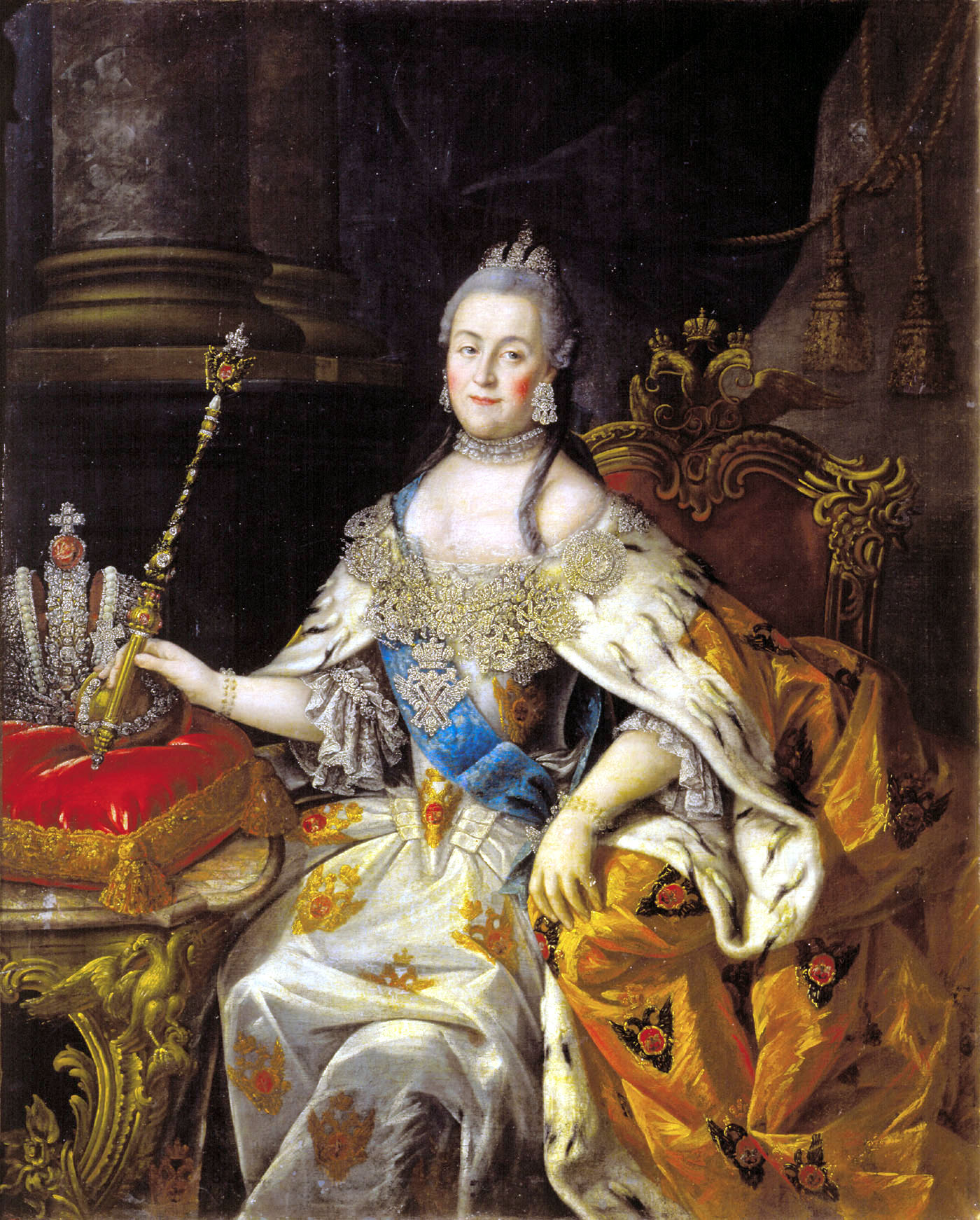
Caterina la Grande con la corona imperiale al suo fianco

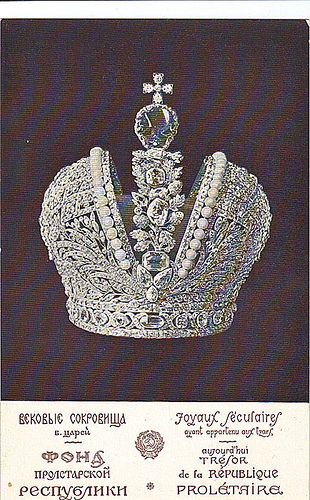
Cartolina postale del 1924 raffigurante la grande corona imperiale

Seguendo la tradizione degli imperatori bizantini, gli zar di Russia ponevano essi stessi la corona sul loro capo: questo non lasciava alcun dubbio sul fatto che nel sistema russo il potere imperiale proveniva direttamente da Dio. La preghiera del metropolita, simile a quella del patriarca di Costantinopoli per gli imperatori bizantini, confermava la supremazia imperiale.
Una volta che lo zar avesse professato la sua fede con il credo di Nicea, dopo aver invocato lo Spirito Santo ed aver recitato una ektenia, l'imperatore indossava la clamide di porpora e gli veniva porta la corona, che egli avrebbe preso e posto sulla sua testa, mentre il metropolita recitava: «Nel nome del Padre, del Figlio, e dello Spirito Santo, Amen».
Il prelato proseguiva poi con la seguente formula: «Maggior timorato di Dio, assoluto e potente Signore, Zar di tutte le Russie, questi visibili e tangibili ornamenti per la tua testa sono un eloquente simbolo che tu, come capo di tutto il popolo russo, sei invisibilmente incoronato dal Re dei re, Cristo, con una più ampia benedizione, dal momento che Egli ha riversato su di te completa autorità sul Suo popolo».

## Periodo in Irlanda
A seguito della rivoluzione d'ottobre la nuova Repubblica russa, che si trovava a corto di fondi, cercò un prestito dalla Repubblica irlandese rappresentativa, il cui ministro delle finanze, Michael Collins, era divenuto famoso per la sua attività di raccolta fondi a favore di questo Stato non ufficialmente riconosciuto.
I gioielli della Corona vennero quindi usati come garanzia per un prestito di 25 000 dollari da parte dell'Irlanda; il trasferimento dei fondi avvenne a New York tra il capo del Soviet Bureau, l'ambasciatore sovietico de facto in America, Ludwig Martens, e l'inviato irlandese negli Stati Uniti, teachta dála (titolo equivalente, circa, al nostro onorevole) Harry Boland. Quando Bolan ritornò nella madre patria, i gioielli vennero conservati nella casa di sua madre, Kathleen Bolan O'Donovan, a Dublino, durante la guerra d'indipendenza irlandese. Prima della morte di Boland, durante la battaglia di Dublino, egli istruì la madre di mantenere nascosti i gioielli dallo Stato finché i repubblicani irlandesi non fossero tornati al potere. La signora Boland O'Donovan restituì i preziosi al governo irlandese, allora presieduto da de Valera, nel 1938; dopodiché, essi vennero posti in una cassetta di sicurezza di un edificio governativo e ben presto furono dimenticati.

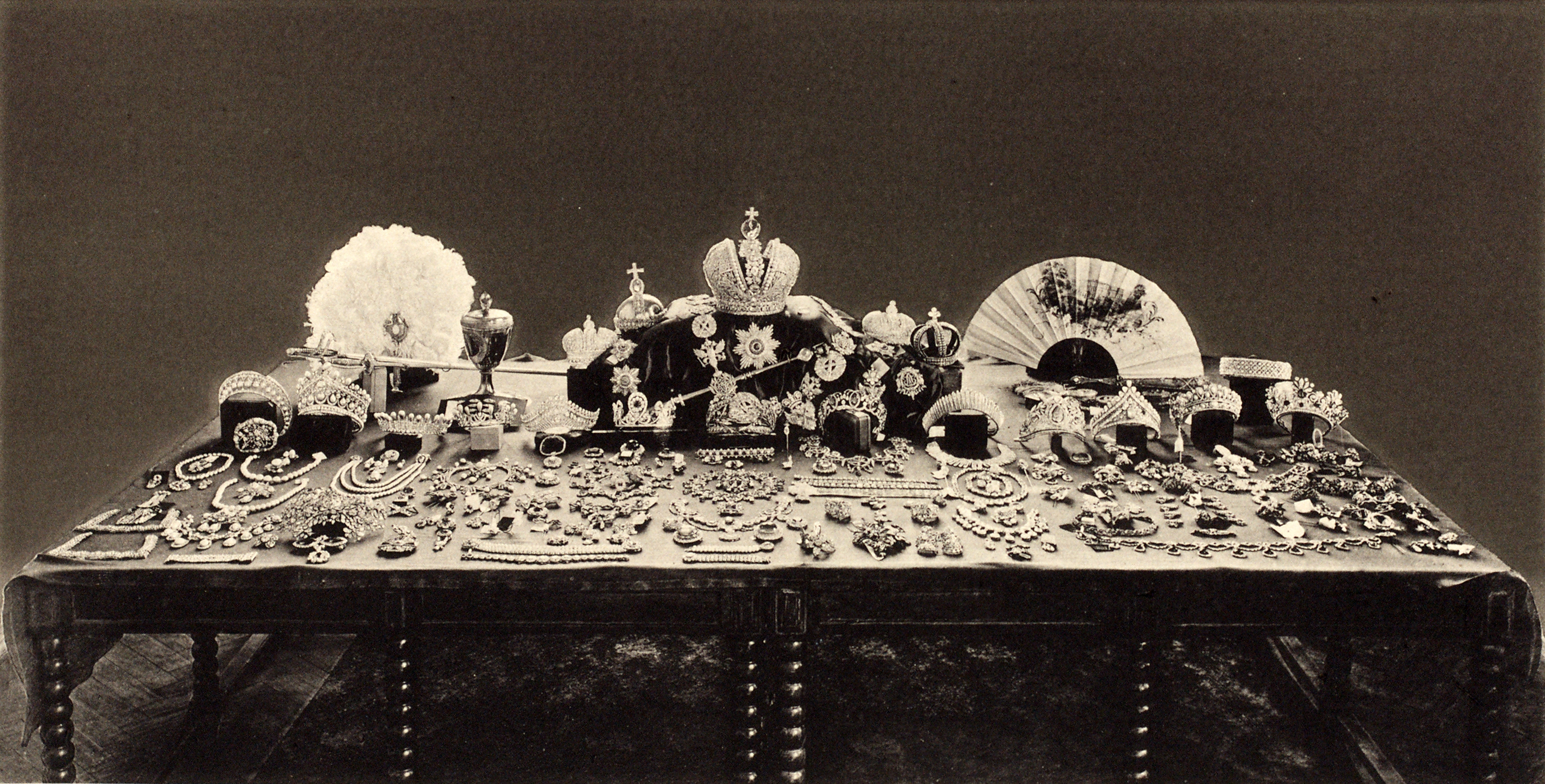
Foto d'epoca dei regalia imperiali russi

Alla loro riscoperta nel 1948, ad opera del nuovo governo di John A. Costello, si pensò di vendere a Londra, tramite asta pubblica, l'intera collezione dei gioielli della corona. Dopo consultazioni circa il loro status legale e negoziazioni con l'ambasciatore sovietico, si raggiunse l'accordo con il quale si stabilì che sarebbero stati restituiti all'Unione Sovietica in cambio degli originali 25 000 dollari prestati nel 1920. Fu così che i gioielli tornarono definitivamente a Mosca nel 1950.

## Utilizzo araldico

Disegno araldico della corona imperiale di Russia, ad opera di Hugo Gerard Ströhl (in Heraldischer Atlas, Stoccarda, 1899)

Stemma di San Pietroburgo

La corona imperiale di Russia compare nel Grande Stemma di Stato dell'Impero russo (in russo Большой государственный герб Российской Империи?), nel Medio Stemma di Stato (in russo Средний государственный герб Российской Империи?), e nel Piccolo Stemma di Stato (in russo Малый государственный герб Российской Империи?).
La corona imperiale di Russia veniva posta sopra il monogramma reale dello zar, ma solo dopo l'incoronazione: tra l'ascesa al trono e la cerimonia di consacrazione come sovrano, l'imperatore poteva impiegare una corona principesca.
La corona si trova anche nello stemma della Polonia del Congresso, stato fantoccio governato dall'impero zarista (1814 - 1915) e della Nazione della Vistola, che fu incorporata nell'impero nel 1831.
Oggi la corona figura nello stemma di San Pietroburgo (affiancata da due scettri posti a croce di sant'Andrea) e, dal 20 dicembre 2000, in quello della Federazione Russa.

### Utilizzo commerciale
La corona è stata inoltre utilizzata non ufficialmente numerose volte nella pubblicità, soprattutto per quanto riguarda numerosi marchi di vodka e caviale.